# 이색지대
《이색지대》(영어: Westworld)는 1973년 미국의 SF 서부극 영화로, 소설가 마이클 크라이턴이 직접 쓰고 연출한 작품이다. 근미래를 배경으로 유원지 로봇이 오작동하여 손님들을 살해하기 시작한다는 설정에서 출발한다. 율 브리너와 리처드 벤저민, 제임스 브롤린이 출연한다.

## 출연진
- 율 브리너 - 총잡이 역
- 리처드 벤저민 - 피터 마틴 역
- 제임스 브롤린 - 존 블레인 역
- 노먼 바톨드 - 중세 기사 역
- 앨런 오펜하이머 - 관리소장 역
- 빅토리아 쇼 - 중세 여왕 역
- 딕 밴패튼 - 은행가 역
- 린다 스콧 - 아를레트 역